# Савини (Кјети)
Савини (итал. Savini) је насеље у Италији у округу Кјети, региону Абруцо.
Према процени из 2011. у насељу је живело 219 становника. Насеље се налази на надморској висини од 107 м.